# 電腦線圈
《電腦線圈》（日语：電脳コイル）是磯光雄原案並首次導演的日本電視動畫作品，以及由宮村優子所改編的小說，或是同作品裡的現象名稱。在日本自2007年5月12日至12月1日的每個星期六18時30分（日本標準時間）於NHK教育電視台播放，全26話。

## 作品概要
《電腦線圈》是磯光雄自《翼神世音》後大幅參與製作的電視動畫作品，包括了原案、監督、腳本及部份集數的原畫。此動畫附有「COIL A CIRCLE OF CHILDREN」的副標題。
在近未来，被稱為「電腦」的技術被一般普及化，融入日常生活。不過，除此以外的生活和現代沒有多大的差別。電腦世界的訊息經由「電腦眼鏡」來表示、並與現實世界重疊，能夠以手觸控操作，類似擴增實境。在本作中也理所當然地表現出許多電腦技術。而身為普通小學生的本作主角，捲入了類似賽博朋克的糾紛中。
獲選為2007年日本新媒體動漫藝術節動畫部門第十一屆優秀獎、2008年東京國際動畫博覽會電視節目部門優秀賞、第39回星雲獎（多媒體部門）、第29回日本SF大賞。磯光雄因此部作品獲得神戶動畫賞（個人賞）。

## 故事簡介
西元2026年，被稱為「電腦眼鏡」的眼鏡型透明顯示器已經在全世界普及了11年。在電腦內才存在的虛擬寵物、道具、或是網際網路都可以戴上電腦眼鏡來看到。
暑假結束時，優子（正確的念法為，Yūko，但通常被稱為，Yasako）與雙親還有妹妹京子搬家到大黑市，在抵達大黑市過馬路的時候看到了不可思議的事情與在原住地金澤從來沒有看過的道具。同時遇見了另一個，通常被稱為（Isako）的天澤勇子，以及其他的小孩子們，於是開啟了優子在大黑市冒險的日子。

## 登場人物

### 線圈電腦偵探局成員
優子（CV：折笠富美子）
本名：小此木 優子
線圈電腦偵探局編號八號。
故事的主角，2014年10月12日出生。
所謂，是提取名字中「優」這個字的日文訓讀音而成。
因為父親職務調動的關係，從金澤市搬家至大黑市。入讀大黑市立第三小學六年三班。生物部成員。
眼鏡婆婆的孫女，不過知道非法電腦道具的時日方短，關於電腦空間的知識和經驗皆尚未足夠。
小時候參加祖父的葬禮曾到訪過大黑市，迷路期間似乎發生過些事情。
在動畫22集被勇子發現優子也擁有暗號爐。
文惠（CV：小島幸子）
本名：橋本 文恵
線圈電腦偵探局編號七號。
就讀大黑市立第三小學六年三班。生物部副部長。身高120cm，體重27kg。
在尋找電腦寵物的途中與優子相遇，告訴優子許多關於大黑市的事情。
擅長使用駭客技術和違法的電腦道具，與大智反覆鬥氣。
因老鼠型電腦寵物曾遭到削除而對沙奇懷抱著強烈敵意，更決定再也不養電腦寵物，不認為電腦寵物「老頭子」是『寵物』，而當作『僕人』。
性格剛強而熱情，對戀愛相當遲鈍。難對付的事物是可怕和龐大的生物。
原研（CV：朴璐美）
本名：原川 研一
線圈電腦偵探局編號五號。
就讀大黑市立第三小學六年一班。生物部部長。
稍微冷淡、高瘦的男孩，被文惠評為：「無依無靠」。在五歲時搬家到大黑市。
也許是因為站在民俗學的角度來調查「道子」相關的事件，對其他孩子害怕的都市傳說也泰然處之。
拜託玉子姑姑的關係，可以讓沙奇停頓一分鐘。
因為青梅竹馬「觀奈」死於交通事故而感到相當懊悔，之後便一個人繼續當初與「觀奈」合作之「伊利加爾（illegal）的觀察紀錄」的共同研究作業。
眼鏡婆婆（CV：鈴木玲子）
本名：小此木 早苗
線圈電腦偵探局編號零號，線圈電腦偵探局的頭目。
優子的奶奶，電腦點心舖「MEGASI屋」的店主。在優子普遍都是稱呼她「奶奶」，在點心之外販賣著「電腦道具」，也收購Meta Bug。
有關電腦道具和眼鏡的知識豐富。組合Meta Bug做出Meta Tag的特殊技能持有者，也擁有多數禁止出售的強力Meta Tag。
唯利是圖的個性被優子敬而遠之。自稱「生活在未來的女人」。（因為不記得過去？）
玉子姑姑（CV：野田順子）
本名：原川 玉子
線圈電腦偵探局編號二號。（小說版的編號是四號）
原研的姑姑，就讀「清純女學院」的十七歲高中生。
電腦技能高出同齡者，是病毒驅除程式「沙奇」的引進者。身為「沙奇」的開發者，嚴厲以對持有非法電腦道具的孩子。
在大黑市市政府空間管理室以客座顧問的身分工作。無法妥協的性格，令上司（優子的父親）也害怕。
溺愛自己姪子原研，對他例外展露甜美一面。出動的時候穿著全黑緊身套裝，騎駛黑色重型摩托車。
優子的父親（CV：中尾みち雄）
本名：小此木 一郎
線圈電腦偵探局編號壹號。
優子與京子的父親。四十三歲。電腦眼鏡關聯企業「MEGAMASS」的公司職員，在大黑市市政府郵政局空間管理室擔任室長。
將Search Mutton暱稱為「沙奇」、以及想出沙奇標語「我是沙奇、請多指教（ぼくサッチー、よろしくね）」，據說是這位室長所訂的。
貓目（CV：遊佐浩二）
本名：猫目宗助
線圈電腦偵探局編號三號。
隨身攜帶照相機的謎之青年。故事中段，被MegaMass公司分配到大黑市市政府空間管理室而成為玉子姑姑的上司，和玉子是從前的舊識、為暗號師。

### 大黑黑客俱樂部成員
勇子（CV：桑島法子）
本名：天沢 勇子
2014年4月4日生，被認為是從金澤轉來的轉學生，在優子轉學的隔日出現在學校，大黑市立第三小學六年三班所屬。
為了跟優子區別，被文惠由「勇」字的日文訓讀音取了綽號，不過本人討厭這個通稱。
性格强悍，討厭與他人群聚，說出不打算交朋友的話語。
不知何故不斷嘗試尋找伊利加爾。駭客能力極高，是電腦空間的魔術師「暗號師」。
與電腦線圈偵探局經常對立，大黑黑客俱樂部的領導人。
大智（CV：齊藤梨繪）
本名：沢口 大地
大黑黑客俱樂部的創始人與前任頭目（現在被勇子取代），大黑市立第三小學六年三班所屬。
曾經是生物部部長，因為惡作劇損壞了學校的網路伺服器而被解除職位。
屢次用眼鏡惡作劇，對不順眼的事物用電腦來欺侮，也有幫助被欺負的孩子而被朋友敬佩的事例。
不使用Meta Tag，似乎經由郵購掌握著非法電腦道具和駭客的知識，不過能力比不上文惠和勇子。
喜歡找優子與文惠的麻煩，但實際上對文惠有微妙的感情。
電波（CV：梅田貴公美）
大黑駭客俱樂部男成員。大黑市立第三小學六年一班所屬。生物部成員。
因為有電波接受度敏感的「誘電波體質」，而被稱呼為「電波」，也因此能聽見常人無法察覺的Meta Bug所發出的聲響。在電腦空間不穩定的電腦霧中，身體（電腦體）尤其難以損壞。
敬佩在從前被欺負時唯一來搭救自己的大智，在大智脫離大黑駭客俱樂部之際一同跟隨辭退。
性格溫和而善良，對線圈電腦偵探局並沒有對抗意識。
加查吉利（CV：山口眞弓）
大黑駭客俱樂部男成員。大黑市立第三小學六年一班所屬。生物部成員。
深深戴著的帽子遮掩了眼睛。有出類拔萃之處，基本上是個酷男孩。把金錢看得很重。
了解關於「IMAGO」、「閃亮Bug」等都市傳說，比起大智和滑滑有著更詳實的電腦技術。
曾和滑滑一同迷戀於夏日祭典中以浴衣姿態出現的勇子。不過認為勇子無信用，只為了習得暗碼才利用她。
滑滑（CV：沼田祐介）
大黑駭客俱樂部男成員。大黑市立第三小學六年三班所屬。生物部成員。
儘管是同班同學，仍對大智和勇子使用敬語。對於強者卑躬屈膝，典型的順從者類型。
曾和加查吉利一同迷戀於夏日祭典中以浴衣姿態出現的勇子。
亮（CV：小林由美子）
本名：橋本 アキラ
大黑駭客俱樂部男成員。大黑市立第三小學四年級。生物部成員。文惠的弟弟。
雖然是俱樂部裡最年輕的四年級生，卻具備銳利的洞察力。
駭客技術比加查吉利稍高，缺乏行動力。巧妙地操縱著電腦寵物「咪Z」。

### 其他登場人物
京子（CV：矢島晶子）
本名：小此木 京子
優子的妹妹。好奇心旺盛、喜愛惡作劇。常對電助和大智做出過度激烈的惡作劇，令優子煩惱。
喜歡用手指著別人叫「便便」，並沒有什麼特殊涵義。
優子的母親（CV：金月真美）
本名：小此木 靜江
優子與京子的母親。四十二歲。
對於婆婆使用電腦眼鏡和開張「MEGASI屋」等等的非尋常行動而傷腦筋。因而平常不戴眼鏡，不怎麼知道關於電助和電腦的事。
愛子（CV：進藤尚美）
大黑市立第三小學六年三班所屬。生物部成員。
常與優子、文惠一起三人行動，有點像大人的高個子女孩。公開說過對於電腦眼鏡不太有興趣，不過仍持有眼鏡。
總是在背後緩緩地推動著著毫不關心他人事物的優子，以及對戀愛十分遲鈍的文惠、此二人各自的戀情發展。
觀奈（CV：相澤舞）
本名：葦原かんな
原研的青梅竹馬，大黑市立第三小學五年一班所屬（事故當時）。
與原研一起進行伊利加爾的研究，不過一年前的暑假，在兩人的爭吵與離別之後，由於電腦導航車輛的撞人事故而死亡。
生前總是沉默寡言。事故後，在託付給原研的日記裡卻訂綴著對其的紛亂思緒。
真由美（CV：うえだ星子）
優子在金澤市的同學。與優子是好朋友。
舞子老師（CV：堂ノ脇恭子）
大黑市立第三小學六年三班的女班級導師。生物部顧問。未婚，因此被大智等學生所戲弄。
發怒的時候與平常不同、遣詞用字變得粗暴。酒力不勝，光吃威士忌巧克力就會酩酊大醉。
為了讓線圈電腦偵探局和大黑黑客俱樂部的成員能相處融洽，在暑假實施了合宿集訓，結果並未成功。
內久根老師（CV：西脇保）
大黑市立第三小學六年一班的男班級導師。單戀舞子老師當中。
酒量也不好，相同醉倒於威士忌巧克力。並未受到邀請，不知為何卻參與了生物部的合宿集訓。
教務主任（CV：水野龍司）
大黑市立第三小學的教務主任。男性。擁有「柔道三段」的特技。受邀參與生物部的合宿。
大智爸爸（CV：郷里大輔）
大智的父親。擔任町內事務會長一職。柔道黑帶、有著原桌球部的軍人作風式熱血。受邀參與生物部的合宿，卻誤以為是桌球部的強化集訓。
觀奈的母親（CV：湯屋敦子）
經由警方歸還的觀奈的眼鏡，得知其內存在著鎖起來的資料，並委託原研調查之中被留下的線索。
靜靜地傳達女兒所發生的遺憾而託予原研這副眼鏡。此後，離開了大黑市。
爺爺（CV：矢田耕司）
優子的爺爺，眼鏡婆婆的丈夫。在優子幼時逝世。作為祖父的遺物，給予優子一副電腦眼鏡和電腦寵物「電助」。
電腦眼鏡的技術人員，也是醫生。在大黑市立MEGAMASS醫院進行研究，有著令醫院也能使用電腦眼鏡的功績。
同時，經由MEGAMASS的委託而調查著COILS的眼鏡技術。自己的房間中留下了大量的腦生理學相關書籍。
戶芽奶奶（CV：片岡富枝）
和眼鏡婆婆住在同町裡的奶奶。養著倉鼠型的電腦寵物「Manta」。超級健忘、每次總在事後問眼鏡婆婆：「你是誰？」
4423（CV：岸尾大輔）
本名：天澤信彦
勇子的哥哥。因交通事故後的意識不明而持續住院。
優子在有著鳥居和無數列階梯的夢境裡見過他，似乎打算給予什麼警告，不過總是聽不見正確的內容直到優子醒來。
事實上，信彥的代號為4422，而勇子的代號才是4423
信彥在和勇子一起搬家時，遇到交通事故，不久就死去。
健（CV：日比愛子）
優子在車站對面遇見的少年。大黑市立第一小學的六年級生。幫助了被頑皮小孩糾纏的優子。是貓目的弟弟，擁有粉紅色貓型寵物。

### 電腦寵物
電助（CV：麻生智久）
優子的電腦寵物，雄性犬形。作為爺爺的禮物被送來時還是幼犬。
不會說話，不過有著忠於主人的性格。在優子和京子遇到危險時，不顧自身而飛跳進險地。能夠靠嗅覺和味覺分辨電腦物質。
老頭子
文惠的電腦寵物，有著扭曲的人形。比一般電腦寵物更能適應古舊空間。
去掉無法隨機應變行動這點，除了會說話、也能使用電腦道具。無法記錄訊息、不過能把影像傳送給文惠。
但文惠認為他是「僕人」而不是寵物。
毛球
勇子的電腦寵物。有茶色毛球的身軀、眼睛、細毛狀的手和一根天線。一共八隻，被勇子分別以號碼叫喚。
能說話和使用電腦道具。攻擊時能發出像眼鏡光線，發射時眼睛會忽亮忽滅著紅色的閃光。
咪Z
亮的電腦寵物。雄性的小型藍色貓形，耳柔形狀像握住的手掌。高智商、能說話，擅長諜報活動。
為了保護隱私和著作權，普通的寵物無法記錄影像和聲音，不過咪Z的系列可安裝非正式流出的補丁而破除限制，目前因為有可能用以偷拍而禁止出售，這樣的改造也會成為沙奇和球球的攻擊對象。
此系列有著見到同類會張開耳朵玩猜拳的預設機能，不過、因為個體數少而鮮有機會遇到同類。
克洛伊
觀奈的電腦寵物，白色的小型犬形。被原研稱呼為「克洛」（意為：黑）。不過之後變成伊利加爾。
貓型電腦寵物
名稱不明，與亮的寵物相同種類，但顏色為粉紅色。曾與亮的咪Z相見，不知為何影像和聲音卻被消除了。

## 用語

### 地區與組織
大黑市
故事發生的背景城市。有著許多神社的古都，又是擁有最新電腦設備的特別行政區。普通的動物和「電腦寵物」一起存在於市內，現實與電腦空間交錯而稍微不可思議的街道。標為「特別行政區」此名的空間較為脆弱，總是在哪裡發生著錯誤。多次發生奇妙的事件，在孩子之間流傳著相關於電腦、神秘的各式各樣都市傳說。
車站對面
從優子所居住的地區來看，為大黑站對面的地域之俗稱。比起優子他們所住的地區更無開發，有著田地四散的晴朗風景。
大黑市立第三小學
優子、文惠和大智等人就讀的小學。體育服以外沒有規定的制服。
大黑市立第一小學
分屬車站對面的學區，健就讀的小學。和第三小有所差異、有規定的制服。
大黑市立大黑小學
大黑市新車站大樓最頂樓的學校。將大黑市立第三小學和大黑市立第一小學合併在一起。
MEGASI屋
眼鏡婆婆經營的電腦點心舖。乍看是普通的點心舖，不過也販賣著孩子所用的電腦道具。這些道具在大黑市空間管理室的法規中相當於違法物品，只要持有便會成為沙奇和球球的針對對象。
店舖為眼鏡婆婆重建的自宅（小此木家的老家），後面直接相連著新建的小此木家。佛堂兼作眼鏡婆婆的電腦工作坊，此處造就了各式各樣的Meta Tag和電腦道具，並擺放於店頭販售。順帶一提，店內口頭上的價格單位為1 Meta = 一萬元，實際是一元日幣的意思。
線圈電腦偵探局
眼鏡婆婆作為領導者所結成的偵探局。一般認為目的是接受、解決各式各樣有關電腦糾紛的委託，全貌和詳細內容不明。優子在搬家第一天為了和眼鏡婆婆取得電腦驅蟲藥（疫苗軟體），作為交換而加入成員。與大黑黑客俱樂部對立。目前已知成員有：
- 會員編號零 - 眼鏡婆婆
- 會員編號壹 - 優子的父親
- 會員編號貳 - 玉子姑姑（小說版為四號）
- 會員編號參 - 貓目宗助
- 會員編號伍 - 原研
- 會員編號陸 - 觀奈（小說版）
- 會員編號柒 - 文惠
- 會員編號捌 - 優子

大黑黑客俱樂部
大黑市立第三小學的男生所構成，大智曰：「超酷的俱樂部。」，略稱「黒客」（在中文有「駭客」之意）。雖說為「俱樂部」，原來也是生物部內的一派。
從網路郵購電腦點心舖購入電腦商品，進行各式各樣的惡作劇。成員以「嘿」聲而非「嗨」聲來應答。
元祖黑客
因為勇子而被迫辭去大黑黑客俱樂部頭目一職的大智，與電波一起成立的組織。如同以往地進行Meta Bug的收集活動，並與勇子相抗。
大黑市立大黑第三小學・生物部
成員不僅有原研（部長）、文惠（副部長）、愛子、優子，大黑黑客俱樂部的各成員（除了勇子）也同屬生物部。在第9話舉辦過親善合宿。根據任職顧問的舞子老師之證詞，實際狀態「幾乎像是電腦生物部」。
空間管理室
管理市內的電腦空間，大黑市市政府其中的一處室。優子的父親和玉子姑姑的工作處，管轄沙奇與球球的單位。
MEGAMASS
電腦眼鏡的關聯企業。總社位於金澤市。
COILS
最初的電腦眼鏡公司。至少約在五年前倒閉，後被MEGAMASS公司吸收。而經由MEGAMASS的委託，優子的爺爺著手調查COILS電腦眼鏡技術。

### 電腦世界
電腦眼鏡
眼鏡型的穿戴式電腦。在作品中屢次被簡稱為「眼鏡」。只要裝戴此物，能夠體驗到真實世界和電腦世界互相混雜的擴張現實。
附有生物測定學的功能。電腦寵物、道具、電話（手機般的「指電話」功能）、甚至是連接網路，皆能經此一架運用自如。電腦寵物和Bug必須通過「電腦眼鏡」才能觀看。
有手帶型的輔助工具，裝戴能提高操作的精確度，不過，即使未有也毫無障礙。壞掉的話，下載修復程式的價格換算成壓歲錢約兩年份（49720日幣）。
電腦物質
裝戴電腦眼鏡所初次認知到的事物的全部總稱。包含「電腦寵物」、「電腦道具」等等，Bug和電腦程式也是被認知體。
裝戴電腦眼鏡，變得能看見電腦物質的形象、也能夠聽見其所發出的聲音。能夠碰觸電腦道具和電腦寵物，但沒有肉體性的觸覺，無法如現實一樣感受到手感和溫度。在裝戴電腦眼鏡的同時，裝戴者的肉體作為電腦物質及設定而被認知，所以被眼鏡光線命中的肉體會看起來像缺損了一般。
儘管在現實上受到損傷的感覺不過是錯覺，但加上「道子」、「那邊的世界」等超越認知水平的傳言，經由電腦物質，真實世界與電腦世界的分界線也變得更加曖昧。
空間
主要意指「電腦空間」。電腦物質存在於此電腦空間之中。
交通裝置和紅綠燈等利用了電腦空間的完全自動控制，也強烈影響到沒戴電腦眼鏡的人的日常生活、而普遍存在於社會。
古舊的空間由沙奇和球球刪除，但在大黑市由於某種原因，古舊空間正在擴散（增值）著。以及不安定的空間，發生電腦霧（後述）的現象。沙奇和球球無法進入的空間（例如神社）也有古舊空間。
電腦霧
電腦空間所發生的起霧現象，簡稱為「霧」。空間到了不穩定的區域會產生缺損的畫面，反應加劇時會形成黑洞。
主要發生於古舊空間。尤其是過去建立的家未被轉移到新的領域，家中便有可能引起電腦霧。電腦寵物在電腦霧引發處有消失的危險性。
沙奇（Search）
正式名稱：「Search Mutton」。大黑市空間管理室引進的強力防毒程式，郵政局所管轄。大黑市配備了數架。
經由「電腦眼鏡」視覺化的姿態，是豔紅色而帶有圓球狀的巨大身影（高度2.53米），無腳、但有猶如鳥爪的手，相當於腹部的地方收納著四座球球（後述）。
一邊說著「我是沙奇，請多指教」一邊滑行移動，並由收納中的球球向驅逐對象放出電子束，格式化被命中的電腦物質數據。能在牆壁與牆壁間轉送自身，無視距離地接近驅逐對象。轉送及現身的時候會形成「郵」字的章樣法陣。
沒有高度的識別機能，僅僅帶有些許Bug電腦寵物、以及類似MEGASI屋所販賣的「稍微淘氣天真的電腦道具」皆認知成可攻擊的驅逐對象。因此被大黑市的孩子們害怕著。
可察覺半徑20米左右的範圍內目標，並經由球球拓展探索範圍。在郵政局的管理區域（On Road領域）以外，沒有許可就無法侵入與認知，例如民宅（HOME領域）、學校（文部局管轄）、醫院、公園的土地內，以及有神社和鳥居的土地內（文化局管轄）等等。孩子們也知道這個法則，利用大黑市四處散佈的神社作為隱身處。
玉子曾分別為五台沙奇取名：「波奇」、「小玉」、「小不點」、「五郎」、「三瀨」。
球球
大黑市的安全管理程式。經由「電腦眼鏡」的視覺化、看上去猶如排球大小的球體，因此在小孩子之間被取作這個名稱。母體為沙奇。
數枚於空中一邊漂浮一邊巡視市內街道，除了拓寬沙奇的探索範圍，也會自行放出如電子束般的光線，能格式化小規模的Bug、修復數據的破損。
相同於沙奇，因為沒有高度識別機能，就算是僅僅帶有些許Bug電腦寵物，也會被無差別格式化。也同於沙奇，非管轄區的神社、學校和普通民宅沒有許可皆無法侵入。
2.0
外觀為黑色立方體的自動機械。電腦局所管轄。出現時形成「法」字的章樣法陣。擁有特別許可、能侵入神社和民宅。
主要用作大黑市的LV3-低階格式化，此格式化能令擁有暗號爐的勇子做成極大的傷害。
比過去的沙奇來得小型而威力強大。母體和子體可分裂行動。

### 電腦道具
Meta Bug
普通Bug損壞了電腦寵物及電腦空間之後，汲取出猶如寶石原石的形體、並產生可用機能的Bug，被稱為「Meta Bug」。
大黑市的特產，不知為何在大黑市以外的地區皆無法採集。尚未得知此特產品的生成方式，且作為自然產物來利用。容易出現在空間偏離、損壞的地方。最近因為沙奇依次消除著Bug，變得稀有而提升了價值。
Meta Bug單獨存在是沒有用途的，需將數枚Meta Bug加工成「Meta Tag」才可使用。能完全實施此工程的登場人物為眼鏡婆婆，她在自己的電腦工作坊裡，由Meta Bug製造出如護身符形狀的「Meta Tag」。
網路上有非合法的店鋪，可以買到非爆炸性的Meta Bug；貨幣單位為「Meta」。（1 Meta = 1 日圓）
電腦道具
在電腦空間內能夠使用的便利道具。大黑市的孩子通常購買於「MEGASI屋」和網路郵購電腦點心舖。
黑色Bug噴霧器
將Bug噴吹而出，可在空間打開一塊黑洞。沙奇和球球會修復首先被打開的孔洞，僅有一點時間能進入內裡。
電腦釣竿
為了救出闖進古舊空間的電助，文惠所使用的道具。在釣線前綁上「老頭子」、使之進行搜索，也能夠使用釣線互相通訊聯絡。除了MEGASI屋之外似乎沒在販賣。
磚牆
10枚300日圓。可暫時避開沙奇和球球的電子光線、用來保護身體的防禦牆。
鐵牆
磚牆的進化版，碰到多少的攻擊也無須在乎。
直進君
電腦導彈的一種。形式為四方形的多聯發導彈發射機。因為只能直線前進，命中率頗低。
跟蹤君
電腦導彈的一種，直進君的強化版。形式為子彈狀，可穿越縫隙來追蹤目標。一發價值200 Meta。
快捷方式
大智改裝構造不安定的電腦空間所製造的隧道。連接相離的電腦空間，能夠傳送與監視電腦物質。外觀為忽亮忽滅的閃亮圓洞。使用時會發出聲響。
Meta Tag
線圈電腦偵探局的基本道具。電腦道具的一種，作成原料為Meta Bug。
模仿紙幣（護身符）的形狀，表面描繪著猶如暗號密碼一樣的字樣圖形。每張的圖樣和效果各不同。向目標黏貼、投擲來使用。和暗號式有兼容性。
玉子也能夠製作Meta Tag，不過其效力劣於眼鏡婆婆的製品。其它電腦道具可以使用網路郵購取得，唯有Meta Tag只在MEGASI屋販售。
眼鏡光線
通稱「眼鏡嗶」。使用電腦眼鏡來發射可破壞電腦物質的光線。發射10秒的價格為300日圓。
孩子們和眼鏡婆婆作為武器的道具。面對沙奇和球球直接攻擊也能令其暫時停住。
電腦綠燈
貼上紅綠燈、能夠強制改變成綠燈。此舉是為了影響可控制汽車舉動的「電腦導航」系統，變成紅燈一側的汽車將自動煞車。
下載加速劑
促進修復下載，一枚20日圓。為了促進「電助」的修復下載而使用。
電腦驅蟲藥
不破壞「電腦寵物」和「伊利加爾」兩方、並將之分離的防毒軟體。
COIL Tag
由於電腦線圈現象（後述），現實的身體與電腦體相分隔的時候，用以回復元神的Meta Tag。
現實的身體和電腦體需在三公尺的距離內才有效用。不同於眼鏡光線或電腦驅蟲藥等Meta Tag，表面顏色為全黑。
似乎已經沒有原料所用的Meta Bug，眼鏡婆婆手邊只剩一枚。玉子擁有的份數是四年前從眼鏡婆婆那裡所得來。也因為製作艱難、玉子無法再製。

### 大黑市的都市傳說
在大黑市屢次發生著有關電腦的奇妙事件，在孩子們之間作為都市傳說正廣為流傳。
伊利加爾（Illegal）
感染電腦寵物的新型電腦病毒，巨大化的黑色病毒體。屢次現身於大黑市內的電腦空間，不過並未正式公開其存在。
主要居住於古舊空間，在那裡與電腦寵物體內之外便難以保持生存。寵物被感染的話，將被逐步侵蝕身體。喜食Meta Bug。傳言是從Bug所進化、或是神秘駭客所製作，目前仍無法明白其詳。
閃亮 Bug
一般認為有通常MetaBug之三十倍、附有特殊價值的Meta Bug，不過，只存在於都市傳說而無法了解更詳細。
道子
呼喚其出便能達成己願，但有著「呼喚成功的小孩將被帶往『那邊』去」的流言。依據不同地域有著各式各樣的怪奇物語。
「那邊」的世界
在孩子們的對話中甚少出現的單字。也有簡稱為「那邊」的說法。閃亮Bug和道子似乎是從「那邊的世界」而來的存在。
根據都市傳說所言，似乎有小孩不摘眼鏡就睡著、而在夢中進入了「那邊」。
通往「那邊」的門
與「那邊的世界」相連的鑰匙孔狀入口。被稱作「通路」。
十字交叉點
在大黑市都市傳說所登場的交叉點。路上一角固定配置了四個排水道孔蓋，因為排水道孔蓋上刻印著「金澤市裂縫」而被如此稱呼。
也出現於動畫片頭曲與片尾曲的畫面之中。
IMAGO
被認為是電腦眼鏡之隱藏功能。一般認為是只用頭部思緒就可操縱電腦眼鏡的謎之機能。亦有人認為是能夠聽到古舊空間的超能力。

### 線圈現象
電腦線圈
集合某種條件、電腦體將與現實的身體分離的現象。若將電腦體分離、現實的身體即失去意識，而透過電腦眼鏡觀看、現實的身體會顯示「NO DATA」。發生原因仍不明。
四年前、玉子開啟「通往『那邊』的門」的時候誘發了電腦線圈現象，發生裝戴眼鏡的孩子們突然失去意識的事件。
線圈節點
COILS所製作的實驗電腦體。有著連接線圈領域（Ｃ領域）的力量。
電腦醫療
應用IMAGO機能而能寄送、接收人類的意識。於醫療用的電腦空間取出意識，使之逆流並加以操縱。治療患者的「心」的醫療方法。
Null
被認為是最古老的伊利加爾，Null Carrier所野生化的產物。口中一邊說著「拿來、拿來」一邊行動著。存在無數於古舊空間，能帶領觸碰其之人的電腦體前去古舊空間。因古舊空間的暴走而變得會共同襲擊人類。
Null Carrier
原先目的是COILS公司調查、探索「古舊空間」所用，為了傳送人類的意識至古舊空間，作為前往古舊空間的交通工具。但COILS公司破產之後也就因此被野生化了。
在十字交叉點的鑰匙孔入口所出現的Null Carrier，除了戴上COILS製造的眼鏡的人並不讓以外者引發電腦線圈現象，可作為正規的Null Carrier來看待。
暗號師
被認為是「電腦空間的魔術師」的駭客之存在。據說也做著不合法的行為。勇子也是暗號師之一。
暗號式
暗號師使用電腦空間的干涉方法。在作品中屢次被稱為「暗號」。用電腦粉筆在地面或牆面上書寫暗號式，便能干涉電腦空間與電腦物質。
能將特定的空間偽裝成無法管理區域，可隱匿而騙過沙奇與球球。好像也可以用於搬運。有著即使遭到沙奇的攻擊也不毀損的堅實類型、也有僅被踩了就壞的精緻樣式。萬一損壞、也有走火（成為不能控制狀態）的可能性。
大黑市各處留下了勇子所寫的暗號式痕跡，被不知道暗號式意義的孩子們以為是都市傳說。
根據玉子姑姑說法，其基礎同於眼鏡婆婆所製作的Mata Tag，大半有解讀的可能。也因此和Mata Tag有相容性。再者，暗號也有新舊分別，貓目使用的是舊型暗號。
暗號爐
擁有IMAGO力量者方能使用，既能與IMAGO直接連結、又可從思考直接使出暗號的構造體。使用方法為埋進人類的電腦體。
由於暗號爐吸收暗號（具古流和相容性），變得能夠連續使用此能力，也有損傷肉體和神經等危險的副作用。
實際上，即使該人並不是暗號師，也能使用暗號爐，在動畫22及23集，優子為了救勇子及大智而使用了暗號爐。

## 製作團隊
- 原作・監督 - 磯光雄
- 監督補 - 安川勝、高橋知也
- 動畫人物設計 - 本田雄
- 總作畫監督 - 井上俊之、本田雄、板津匡覧（第18話 - 第26話）
- 美術監督 - 合六弘（小倉工房）
- 色彩設計 - 中内照美
- 攝影監督 - 大庭直之（Rare Trick / 第1話 - 第15話）、泉津井陽一（第16話 - 第26話）
- CG監修 - 荒木宏文
- 編輯 - 定松剛（Q-TEC）
- 音樂 - 齊藤恒芳
- 音響監督 - 百瀨慶一
- 音響效果 - 高野壽夫、佐藤秀國
- 音響製作 - Mediarte
- 協力製作人
  - 牧田謙吾、濱田啓路、岩瀬智彥、石田潤一郎、落合美香子（德間書店）
  - 国崎久德、松家雄一郎、清水博之（萬代影視）
  - 塩浦雅一、齊藤健治（NHK企業）
- 動畫製作人 - 丸山正雄、吉本聰（MADHOUSE）
- 製作人 - 三木早苗（徳間書店）、渡邊繁（萬代影視）、松本壽子（NHK企業）
- 動畫製作 - MADHOUSE
- 製作 - 電腦線圈製作委員會（德間書店、萬代影視、NHK企業）

## 主題曲

### 片頭曲
「プリズム」
作詞・作曲・歌 - 池田綾子（Sony Music Records） / 編曲 - TATOO

### 片尾曲
「空の欠片（そらのかけら）」
作詞・作曲・歌 - 池田綾子（Sony Music Records） / 編曲 - TATOO

## 各話列表
| 話數 | 日文標題 | 中文標題            | 腳本                     | 分鏡              | 演出              | 作畫監督                 | 播放日期       |
| ---- | -------- | ------------------- | ------------------------ | ----------------- | ----------------- | ------------------------ | -------------- |
| 1    |          | 戴眼鏡的孩子們      | 磯光雄                   | 磯光雄            | 安川勝            | 本田雄                   | 2007年 5月12日 |
| 2    |          | 線圈電腦偵探局      | 磯光雄                   | 村田和也          | 安川勝            | 本田雄                   | 5月19日        |
| 3    |          | 優子和勇子          | 磯光雄                   | 横山彰利          | 横山彰利          | 伊東伸高                 | 5月26日        |
| 4    |          | 大黑市黑客俱樂部    | 磯光雄                   | 笹木信作          | 安川勝            | 板津匡覧                 | 6月2日         |
| 5    |          | 爭奪梅塔BUG巴士之旅 | 磯光雄                   | 橫山彰利          | 池添隆博          | 押山清高                 | 6月9日         |
| 6    |          | 紅色的自動機器      | 磯光雄                   | 大塚雅彦 松林唯人 | 木村延景          | 秦綾子                   | 6月16日        |
| 7    |          | 出動!!線圈偵探局    | 磯光雄 宮村優子          | 笹木信作          | 野上和男          | 尾崎和孝                 | 6月23日        |
| 8    |          | 夏季、再來是決鬥    | 磯光雄                   | 增井壯一          | 岩崎太郎          | 新井浩一                 | 6月30日        |
| 9    |          | 那邊的道子          | 磯光雄                   | 笹木信作          | 野上和男          | 井上鋭                   | 7月7日         |
| 10   |          | 觀奈的日記          | 磯光雄                   | 平松禎史          | 平松禎史          | 向田隆                   | 7月14日        |
| 11   |          | 沉沒！大黑市        | 磯光雄                   | 横山彰利          | 野上和男 高橋知也 | 井上俊之                 | 7月21日        |
| 12   |          | 大智長毛            | 磯光雄                   | 磯光雄            | 木村延景          | 秦綾子                   | 7月28日        |
| 13   |          | 最後的長頸龍        | 磯光雄                   | 村田和也          | 野村和也          | 押山清高                 | 8月4日         |
| 14   |          | 生物紀錄            | 磯光雄                   | 安川勝            | 高橋知也          | 井上俊之                 | 9月1日         |
| 15   |          | 車站對面的少年      | 磯光雄 荒木洋一 松澤洋介 | 野村和也          | 安川勝            | 板津匡覧                 | 9月8日         |
| 16   |          | 勇子的病房          | 磯光雄 松澤洋介 深野正明 | 池添隆博          | 青柳宏宜          | 井上俊之 吉川真一        | 9月15日        |
| 17   |          | 最後的暑假          | 磯光雄 荒木洋一          | 福田道生 磯光雄   | 野村和也          | 井上俊之                 | 9月22日        |
| 18   |          | 通往異界之門        | 磯光雄 荒木洋一          | 笹木信作          | 野上和男          | 秦綾子                   | 9月29日        |
| 19   |          | 黑色的訪問者        | 磯光雄 松澤洋介          | 鶴岡耕次郎 磯光雄 | 木村延景          | 本間晃 押山清高 秦綾子   | 10月6日        |
| 20   |          | 觀奈和優子          | 磯光雄 松澤洋介          | 笹木信作          | 野上和男 安川勝   | 板津匡覧                 | 10月13日       |
| 21   |          | 黑色的自動機械      | 磯光雄 荒木洋一          | 笹嶋啓一 野村和也 | 笹嶋啓一          | 井上俊之 吉川真一        | 10月20日       |
| 22   |          | 最後的線圈          | 磯光雄 三上幸四郎        | 村田和也 野村和也 | 木村延景          | 押山清高                 | 10月27日       |
| 23   |          | 願望成真            | 磯光雄 三上幸四郎        | 野村和也          | 青柳宏宜          | 本間嘉一 秦綾子 青山浩行 | 11月10日       |
| 24   |          | 捨棄眼鏡的孩子們    | 磯光雄 松澤洋介          | 高橋知也          | 高橋知也          | 本間晃 押山清高          | 11月17日       |
| 25   |          | 金澤市異界交差點    | 磯光雄 松澤洋介          | 野村和也          | 野村和也          | 板津匡覧                 | 11月24日       |
| 26   |          | 優子與勇子          | 磯光雄                   | 磯光雄            | 安川勝 木村延景   | 井上俊之                 | 12月1日        |

| 話數 | 日文標題 | 中文標題         | 播放日期      |
| ---- | -------- | ---------------- | ------------- |
| 13.5 |          | 電腦線圈自由研究 | 2007年8月25日 |
| 22.5 |          | 電腦線圈總複習   | 2007年11月3日 |
| 26.5 |          | 電腦線圈特輯     | 2008年1月1日  |

## 畫質、畫面大小
數位電視訊號
在日本以1125i、16:9數位影像放映（高清晰度電視），不過在第1話到第5話時在NHK教育頻道3上播放時，是以525i、16:9放映。
類比電視訊號
上下插入黑條後放映。
DVD

## 小說
小說是由宮村優子改編磯光雄原作的長篇小說。是宮村優子初次撰寫的長編小說。小說版與電視動畫版有不少相異。由於第一卷在電視動畫播送之前發售，動畫省略了許多原設定的說明。
| 冊數 | 德間書店       | 德間書店               |
| 冊數 | 發售日期       | ISBN                   |
| ---- | -------------- | ---------------------- |
| 1    | 2007年4月19日  | ISBN 978-4-19-850743-5 |
| 2    | 2007年7月20日  | ISBN 978-4-19-850752-7 |
| 3    | 2007年10月18日 | ISBN 978-4-19-850760-2 |
| 4    | 2008年1月24日  | ISBN 978-4-19-850768-8 |
| 5    | 2008年4月15日  | ISBN 978-4-19-850780-0 |
| 6    | 2008年7月18日  | ISBN 978-4-19-850793-0 |
| 7    | 2008年12月2日  | ISBN 978-4-19-850805-0 |
| 8    | 2009年5月2日   | ISBN 978-4-19-850822-7 |
| 9    | 2009年9月18日  | ISBN 978-4-19-850835-7 |
| 10   | 2009年12月23日 | ISBN 978-4-19-850849-4 |
| 11   | 2010年4月1日   | ISBN 978-4-19-850857-9 |
| 12   | 2010年8月2日   | ISBN 978-4-19-850864-7 |
| 13   | 2010年11月20日 | ISBN 978-4-19-850874-6 |

## 漫畫
在小學館的漫畫雜誌《Ciao》2007年8月號的別冊附錄上刊載。由久世瑞貴作畫，並於2007年10月31日發售單行本。
- 2007年10月31日發售、ISBN 978-4-09-131265-5。

## 相關項目
- 金澤市
- 模擬現實
- 虛擬現實
- 擴增實境

## 外部連結
- NHKアニメワールド 電脳コイル （页面存档备份，存于）
- 徳間書店 電脳コイル （页面存档备份，存于） - 公式サイト
- 電脳コイルモバイル[] - 携帯公式サイト